# Особняк Н. В. Безобразовой
Особняк Н. В. Безобразовой — памятник архитектуры. Расположен в Центральном районе Санкт-Петербурга, современный адрес дома — Моховая улица, 34.

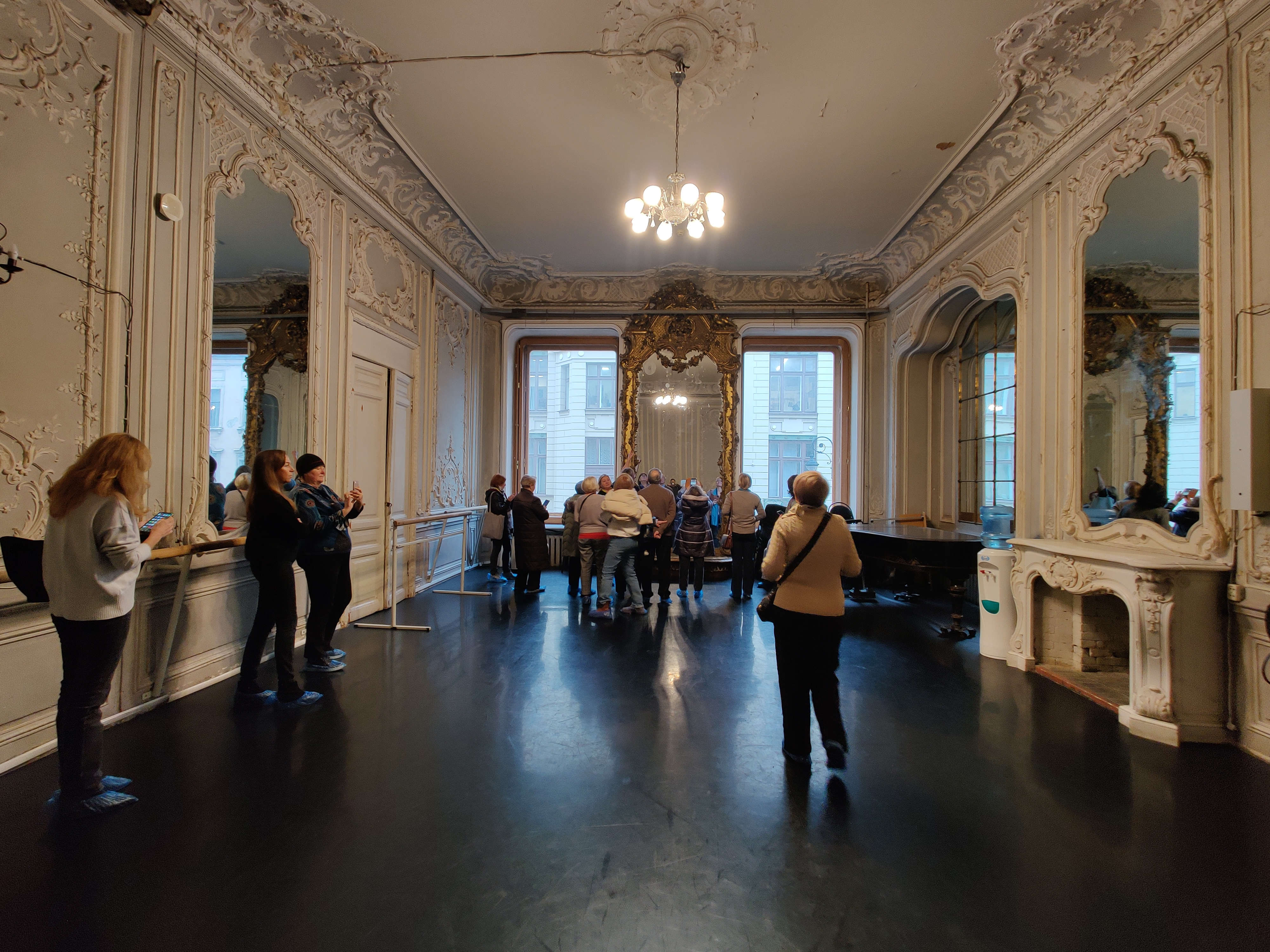
Гостиная особняка

До 1825 года участок, который занимает здание, был единым с участком 36. В 1825 году владельцем этой части участка стал купец Н. Пивоваров, затем участок (на котором стоял двухэтажный дом) получила полковница Е. И. Беловзорова (Веловзорова), с середины 1830-х годов владелицей стала жена действительного статского советника Д. П. Квашнина-Самарина; при ней на участке был каменный трёхэтажный дом с двумя дворовыми флигелями. В 1844 году Р. И. Кузьмин построил на участке для гофмейстера Н. Д. Зубова трёхэтажный дом с балконом на втором этаже, далее дом получил сын, Н. Н. Зубов, у которого в 1873 году дом купил советник коммерции В. А. Кокорев, на следующий год продавший его гвардии поручику графу В. А. Стенбок-Фермору, при котором в 1875 году дом был оформлен Карлом Карловичем Вергеймом крупной рустовкой. Следующей владелицей стала дочь В. А. Стенбок-Фермора, Н. В. Безобразова.
Постройка дома на месте старого строения была начата в 1902 году по проекту Ю. Ю. Бенуа, работы продолжил вести К. И. Стрегулин (по другой информации, автором проекта был А. И. Владовский, но после падения конструкций строительство завершали Ю. Ю. Бенуа и К. И. Стригулин, интерьеры оформлял Н. Д. Прокофьев). В 1903 году часть железобетонных конструкций системы Геннебика, выполненных французской фирмой Моникура и Эггера, обрушилась.

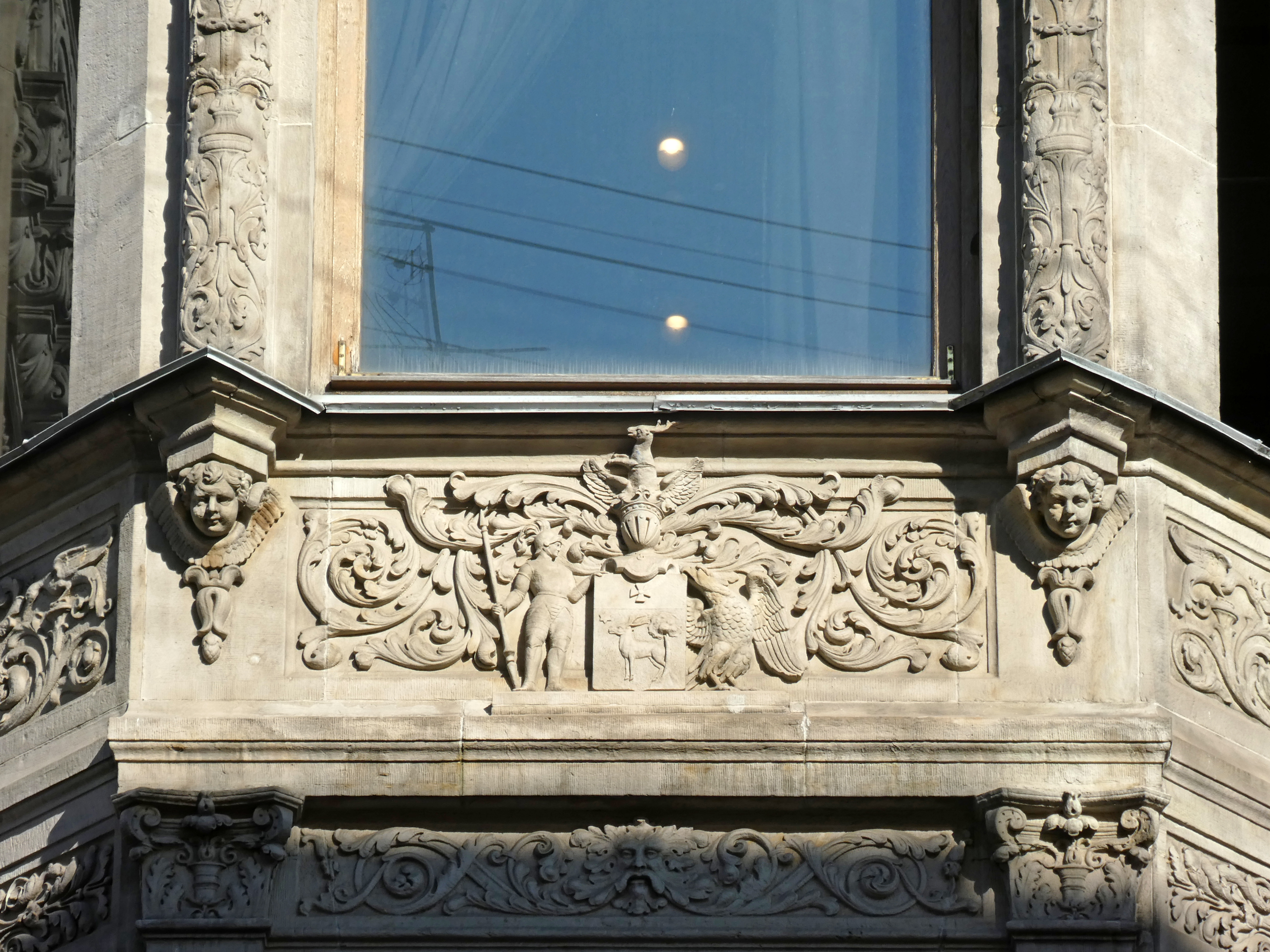

Фасад завершает высокий щипец в готическом стиле, в декоре использованы цепочки рустов, вертикальные и горизонтальные связки наличников. Фасад преимущественно краснокирпичный. Здание трёхэтажное, в отделке использован мрамор, камень и лепнина. Эркер над входом украшен фамильным гербом, под одним из окон расположен вензель «Н» и «Б». На парадной мраморной лестнице стоят мраморные бюсты и статуи.
С 1914 года в здании, купленном правительством, разместилась канцелярия Совета министров и Главное управление государственного здравоохранения. В 1920-х годах здание занимал Польский педагогический техникум, далее в здании разместился Техникум сценического искусства.